# Route nationale 26 (France)
Pour les articles homonymes, voir N26 et Route nationale 26.
La route nationale 26 (RN 26 ou N 26) est une ancienne route nationale française qui reliait Yvetot à Fécamp. En 1973 cet itinéraire est déclassé et le numéro est réattribué, en 1978, à la route de Verneuil-sur-Avre à Argentan, partie de l'ancienne route nationale 24bis (qui avait été déclassée d'Argentan à Granville). Consécutivement à la réforme de 2005, elle a été déclassée, l'année suivante, en D 926.

## De Verneuil-sur-Avre à Argentan (D 926)
La route est la continuité de la route nationale 12 vers Argentan.
Les principales communes traversées sont :
- Verneuil-sur-Avre (km 0)
- L'Aigle (km 22)
- Le Merlerault (km 50)
- Le Pin-au-Haras (km 63)
- Argentan (km 77)

## Ancien tracé d'Allouville-Bellefosse à Fécamp (D 926)
Les principales communes traversées sont :
- Allouville-Bellefosse
- Fauville-en-Caux
- Ypreville-Biville
- Toussaint
- Fécamp